# Halse (Noorwegen)
Halse is een plaats in de Noorse gemeente Lindesnes in de  provincie Agder. Oorspronkelijk was Halse een parochie in de Noorse kerk. De parochie vormde de grotere helft van de gemeente Halse og Harkmark die in 1964 opging in de gemeente Mandal. Halse had geen eigen parochiekerk maar deelde deze met Mandal. De oorspronkelijke parochiekerk van Mandal, in de stad, ging verloren bij een grote stadsbrand in 1810. De nieuwe, huidige kerk, werd gebouwd buiten de stad, binnen de parochie van Halse.